# Inzersdorf-Getzersdorf
Inzersdorf-Getzersdorf es un municipio situado en el distrito de Sankt Pölten, en el estado de Baja Austria, Austria. Tiene una población estimada, a inicios de 2023, de 1701 habitantes.
Está ubicado en el centro del estado, al sur del río Danubio y al oeste de Viena. 